# If This Was a Movie
If This Was a Movie è una canzone della cantante statunitense country pop Taylor Swift, pubblicata l'8 novembre 2011 come singolo promozionale dalla ristampa del suo terzo album Speak Now. Il brano è stato scritto dalla stessa Taylor Swift e prodotto da lei e Nathan Chapman.
Il singolo era già entrato alla posizione numero 17 della classifica canadese il 13 novembre 2010 e alla 191 di quella britannica il 6 novembre dello stesso anno, visto che in questi due Paesi era uscita l'edizione deluxe dell'album in concomitanza con quella standard, mentre negli Stati Uniti è entrato alla numero 10 della classifica generale e alla 3 della classifica digitale con 162 000 copie digitali vendute in una settimana.

## Classifiche
| Classifica (2010/2011) | Posizione massima |
| ---------------------- | ----------------- |
| Canada                 | 17                |
| Regno Unito            | 191               |
| Stati Uniti            | 10                |

## If This Was a Movie (Taylor's Version)
In seguito alla controversia con la sua precedente casa discografica e la vendita dei master delle pubblicazioni precedenti al suo contratto con la Republic Records, Swift ha cominciato a ri-registrare tutta la sua discografia dal 2006 al 2019, includendo anche brani non inclusi in alcun album in studio. Ogni reincisione presenta la dicitura Taylor's Version nel titolo, per distinguerla dall'incisione originale e quindi dal master non di proprietà della cantautrice.
Il 16 marzo 2023, alla vigilia dell'inizio del The Eras Tour, è stata annunciata la pubblicazione della ri-registrazione di If This Was a Movie, prevista per il giorno successivo. Il brano è stato pubblicato sulle piattaforme di streaming il 17 marzo 2023, in una breve compilation esclusiva in digitale intitolata The More Fearless (Taylor's Version) Chapter, di fatto escludendo la traccia dalla futura ri-registrazione di Speak Now, in quanto unica traccia dell'album a presentare un coautore: volontà della cantautrice infatti era far sì che la reincisione di Speak Now fosse costituita, in analogia con la versione originale, da canzoni di cui lei fosse autrice esclusiva.

### Tracce
1. If This Was a Movie (Taylor's Version) – 3:57 (Taylor Swift, Martin Johnson)